# Соболи (Алтайский край)
Соболи — посёлок в Завьяловском районе Алтайского края России. Входит в состав Глубоковского сельсовета.

## История
Посёлок Соболевский был основан в 1921 году. В 1926 году в Соболевском имелось 140 хозяйств и проживал 791 человек. Функционировала школа. В административном отношении посёлок являлся центром сельсовета Баевского района Каменского округа Сибирского края.

## География
Посёлок находится в западной части Алтайского края, в пределах Кулундинской равнины, к северо-западу от озера Мостовое, на расстоянии примерно 29 километров (по прямой) к северо-северо-западу (NNW) от села Завьялово, административного центра района.

Климат умеренный, резко континентальный. Средняя температура января составляет −18,6 °C, июля — +19,3 °C.

## Население
| 1997 | 1998 | 1999 | 2000 | 2001 | 2002 | 2003 |
| ---- | ---- | ---- | ---- | ---- | ---- | ---- |
| 151  | ↗160 | ↘155 | ↗159 | →159 | ↘158 | ↘156 |
| 2004 | 2005 | 2006 | 2007 | 2008 | 2009 | 2010 |
| ↘152 | →152 | →152 | ↗154 | ↗165 | ↘147 | ↘113 |
| 2011 | 2012 | 2013 |      |      |      |      |
| ↗115 | ↘106 | ↗108 |      |      |      |      |

Согласно результатам переписи 2002 года, в национальной структуре населения русские составляли 90 %.

## Инфраструктура
В посёлке функционирует фельдшерско-акушерский пункт (филиал КГБУЗ «Центральная районная больница с. Завьялово»).

## Улицы
Уличная сеть посёлка состоит из двух улиц (ул. Дорожная и ул. Центральная).